# آزمایش آماندا

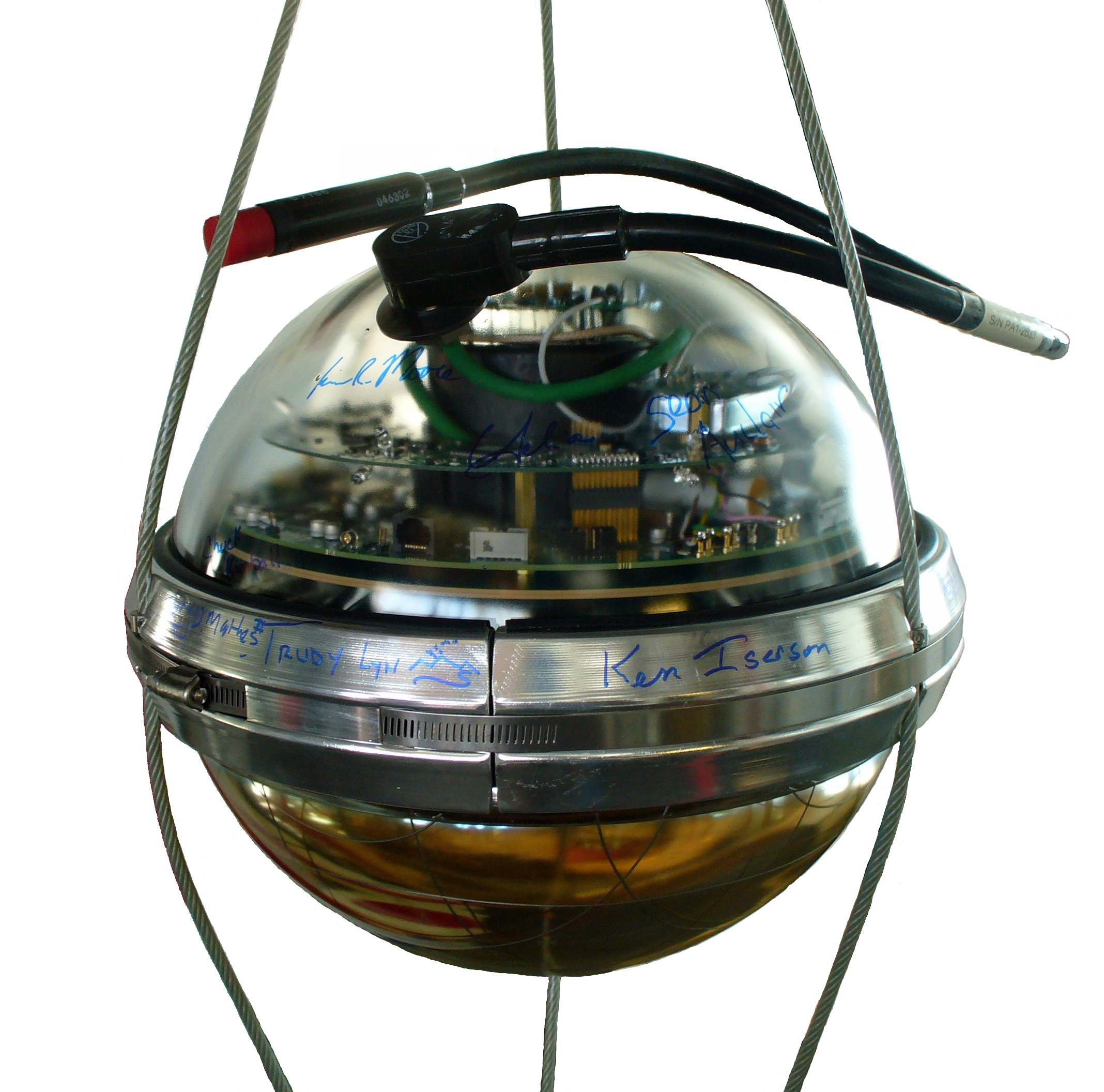
آماندا

آرایه آشکارساز میون و نوترینوی قطب جنوب(به انگلیسی: Antarctic Muon And Neutrino Detector Array،  به طور مخفف آماندا، AMANDA) یک تلسکوپ نوترینوی مستقر در زیر ایستگاه جنوبگان آمونسن - اسکات است. در سال ۲۰۰۵ و بعد از نه سال فعالیت به پروژه بعدی خود یعنی رصدخانه ردیاب نوترینو آیس کیوب ملحق شد. 
این آزمایشگاه در عمق ۱٬۵۰۰ تا ۱٬۹۰۰ متری زیر یخ‌ها قرار دارد و دارای ۶۷۷ مدول اپتیکال بود که در ۱۹ رشته جداگانه در دایره‌ای به قطر ۲۰۰ متر بودند . 
آماندا نوترینوهای با انرژی بالا (50+ GeV) را آشکارسازی می‌کرد که این نوترینوها از نیمکره شمالی وارد زمین می‌شدند و در ایستگاه به هسته‌های اتم‌های اکسیژن یا هیدروژن که در آب یخ محاصره شده بودند برخورد می‌کردند و آبشار میونی و هادرونی تولید می‌کردند که موجب تابش چرنکوف از ذرات ثانویه می‌شد. که از طریق تایع توزیع عرضی به جهت حرکت نوترینوی اولیه پی برده می‌شد.